# کان اوکلی
کان اوکلی (انگلیسی: Con O'Kelly; ۲۹ اکتبر ۱۸۸۶ – ۳ نوامبر ۱۹۴۷) کشتی‌گیر اهل ایرلند بود.